# Nagyberki
Nagyberki (deutsch Großbergl) ist eine Gemeinde im Südwesten Ungarns, zwischen Kaposvár und Dombóvár, an der Hauptstraße 61 gelegen. Der Ort liegt rund 70 Kilometer südlich des Balaton, im Komitat Somogy, aber nur fünf Kilometer von der Grenze zum Komitat Tolna entfernt.
In Nagyberki leben rund 1.500 Menschen. Die bedeutendste Sehenswürdigkeit ist ein kleines Schloss, das Vigyázó-kastély. Außerdem hat sich Nagyberki als Weinort einen Namen gemacht.

## Sport
Die Fußballmannschaft des Kaposvölgye VSC vertritt den Ort in der 2. Fußball-Liga Ungarns, der Nemzeti Bajnokság II.

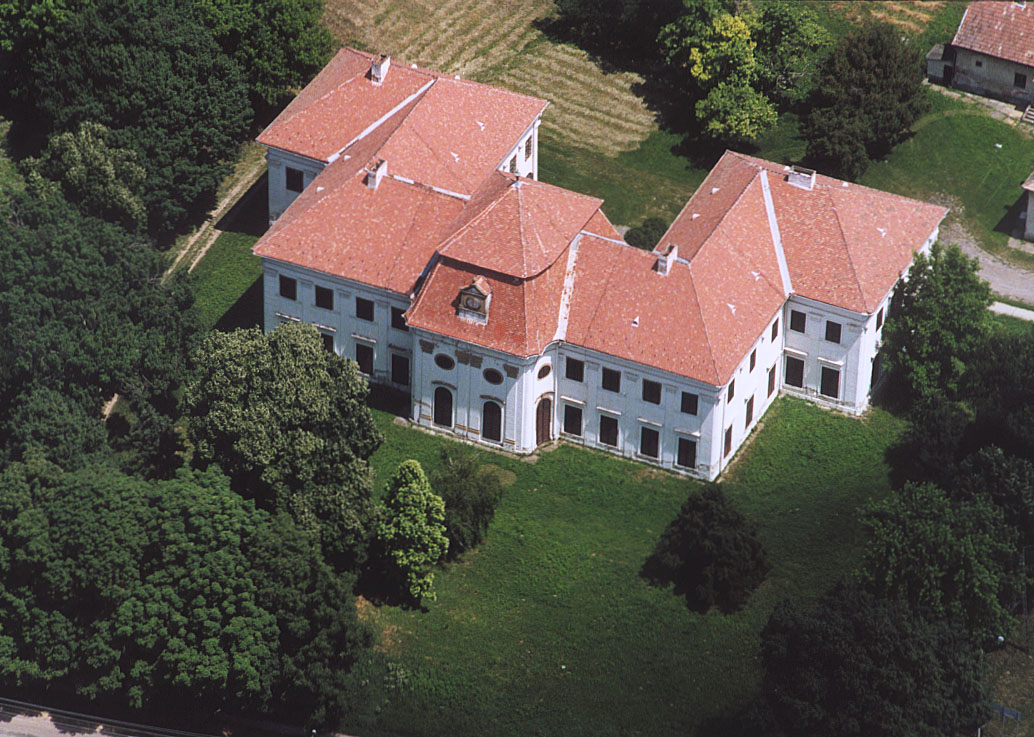
Luftbild: Vigyázó-Palace